# Салмина, Марина Алексеевна
Марина Алексеевна Салмина (1927—2013) — русский советский филолог, писатель, литературовед и библиограф, кандидат филологических наук, специалист в области истории древнерусской литературы, письменности и текстологии. Лауреат Государственной премии Российской Федерации (1993).

## Биография
Родилась 30 октября 1927 года в Ленинграде в семье морского офицера, правнучка генерал-майора по адмиралтейству И. И. Чайковского, младшего брата композитора Петра Ильича  Чайковского.
С 1947 по 1952 годы обучалась на Историческом факультете Ленинградского государственного университета, дипломную работу посвящённую древнерусским повестям писала под руководством Д. С. Лихачёва. С 1953 по 1961 год училась в аспирантуре Отдела древнерусской литературы Института русской литературы АН СССР, в 1961 году защитила диссертацию на соискание учёной степени кандидат филологических наук на тему: «Повести о начале Москвы». С 1957 года начала работать — научным сотрудником, с 1978 года — старшим научным сотрудником ИРЛИ АН СССР, основные труды Салминой были связаны с вопросами истории древнерусской литературы,текстологии и летописанием. С 1960 по 1969 год ― ответственный секретарь и с 1969 по 2006 год ― бессменный редактор Трудов Отдела древнерусской литературы, за время руководства трудами ей было подготовлено к печати тридцать пять томов. 
В 1956 году участвовала в создании «Библиографии советских работ по древнерусской литературе за 1945—1955 гг.». С 1966 года в качестве личного библиографа и биографа Салмина вела летопись жизни Д. С. Лихачёва. Ряд работ Салминой был посвящён «Слову о полку Игореве», «Сказанию о Мамаевом побоище» и «Задонщине», текстологическое изучение Мансиевой хроники коим итогом стала вышедшая в 1988 году книга «Среднеболгарский перевод Хроники Константина Манассии в славянских литературах » изданная в Софии, в 1972 году из под пера Салминой вышло «Описание Дневника архимандрита Антонина». М. А. Салмина была участником таких трудов Института русской литературы РАН как: «Памятники литературы Древней Руси» (М., 1978—1994), «Библиотека литературы Древней Руси» (СПб.), «Словарь книжников и книжности Древней Руси» (Л., 1987 — СПб., 2004).
7 декабря 1993 году Указом Президента России «За серию «Памятники литературы Древней Руси»» Марине Алексеевне Салминой была присуждена  Государственная премия Российской Федерации в области литературы. 

## Награды
- Государственная премия Российской Федерации в области литературы (1993 — «за серию «Памятники литературы Древней Руси»[4])